# Batalla de Los Magueyes
La Batalla de Los Magüeyes o Magüelles (9 de noviembre de 1814) fue un enfrentamiento militar librado en el contexto de la Guerra de Independencia de Venezuela entre las fuerzas realistas y las patriotas con la victoria de las primeras.

## Batalla
Tras la victoria de El Salado (16 de octubre) y el saqueo de Cumaná, José Félix Ribas y José Francisco Bermúdez, que habían reunido en Maturín más de 4000 hombres, marchaban para acabar con Francisco Tomás Morales en Urica decidieron hacer frente a los llaneros de Boves, pero Ribas decidió regresar con la mitad de las tropas a Maturín mientras que Bermúdez, impetuoso, decidió avanzar a Areo y cerca de ahí, en el monte de Los Magüeyes Boves vio su oportunidad de atacarlo.
Bermúdez se había atrincherado en la posición elevada pero el caudillo realista simplemente ordenó asaltar las posiciones. Tras tres horas de combate la mayor parte de la tropa patriota fue dispersada y Bermúdez tuvo que retirarse para unirse a las fuerzas de Ribas. Boves apenas envió una partida a perseguirlo y Pedro Zaraza pudo dispersarla con algunos jinetes. Tras esta victoria, Boves permaneció en Los Magüeyes hasta el día 22. Cinco días después Boves y Morales pudieron unir sus fuerzas y enfrentaron a las tropas republicanas restantes en la batalla de Urica.